# Икра (село)
Икра (лезг. Кӏири) — село в Курахском районе Дагестана. Село известного Абрека Кири Буба.

## Географическое положение
Расположено на реке Курах в 20 км от районного центра.

## Население
| 1895  | 1926  | 1939  | 1970  | 1989  | 2002  | 2010  |
| ----- | ----- | ----- | ----- | ----- | ----- | ----- |
| 1085  | ↗1288 | ↗1467 | ↗1596 | ↘1014 | ↗1532 | ↗1618 |
| 2021  |       |       |       |       |       |       |
| ↗1717 |       |       |       |       |       |       |

## Хозяйство
Исторически известно как оружейный и ювелирный ремесленный центр.

## Уроженцы
- Абрек Кири Буба.
- Эсед Бабастанович Салихов (1919—1944) — Герой Советского Союза[12].
- Зейнудин Лукманович Батманов (1967—2015) — Герой России[13].